# 视康
视康（英語：Ciba Vision）是世界上第一家專業制造隐形眼镜和清潔保養液的公司，隸屬於诺华制药公司。总部位于美国亚特兰大，在德国、新加坡、印度尼西亚和马来西亚设有工廠。
主要產品有舒視氧(O2 Optix)、日抛(Dailies)、日夜型(Day & Night)和彩色隱形眼鏡(Freshlook Colorlends)隐形眼镜，同时也出品多个品牌的隐形眼镜保養液。
現時已和製藥公司愛爾康（Alcon）合併。